# Carlos Marcello
Carlos „The Little Man“ Marcello alias Calogero Minacori (* 6. Februar 1910 in Tunis, Französisches Protektorat Tunesien; † 2. März 1993 in Metairie, Louisiana) war ein italo-amerikanischer Mobster der amerikanischen Cosa Nostra und von Ende der 1940er Jahre bis in die späten 1980er Jahre, das offizielle Oberhaupt der New Orleans Crime Family. 

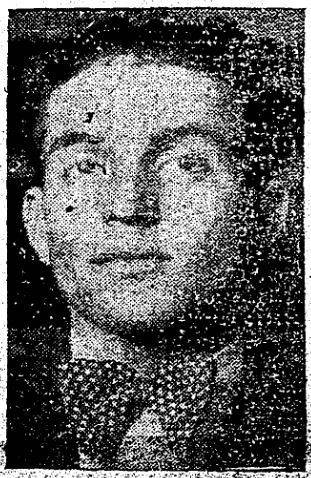
Carlos Marcello (um 1929)

Sein Name wird noch heute im Zusammenhang mit dem Attentat auf John F. Kennedy erwähnt, da er nach einer – von der offiziellen Version abweichenden – These als Auftraggeber des Mordes in Betracht gezogen wird.

## Leben

### Frühe Jahre
Marcello war der Sohn sizilianischer Eltern, die sich im damaligen französischen Protektorat Tunesien aufhielten. 1911 emigrierte die Familie in die USA und ließ sich in der Nähe von Metairie in Louisiana nieder.
Carlos wurde zunächst als Kleinkrimineller im French Quarter von New Orleans auffällig, später dann wurde er als Kopf einer Bande von bewaffneten Räubern inhaftiert. Während dieser Zeit verglichen ihn die Lokalzeitungen mit der Figur des Fagin von Charles Dickens aus dessen Roman Oliver Twist. Es kamen einige weitere Umstände zusammen, und Marcello wurde für neun Jahre ins Louisiana State Penitentiary geschickt und nach fünf Jahren Haftverbüßung entlassen.

### Aufstieg in der Mafia
1938 wurde Marcello auf Grund von Drogenbesitz (23 US-amerikanische Pfund Marijuana) verhaftet. Es gelang ihm diesmal, eine längere Haftstrafe zu vermeiden; er zahlte eine Geldbuße von 76.830 US-Dollar und kam nach weniger als zehn Monaten wieder frei. Zu diesem Zeitpunkt entwickelte sich der Kontakt zu dem New Yorker Mobster Frank Costello von der Luciano-Familie. Costello brauchte lokale Kräfte, die ihm beim Transport seiner illegaler Glücksspielautomaten nach New Orleans behilflich waren.
Wann genau Marcello als Vollmitglied in die Amerikanische Cosa Nostra aufgenommen wurde, ist unbekannt. Er stieg schließlich zum Oberhaupt der Mafia in New Orleans auf, als sein Boss Sylvestro „Sam“ Carolla im Jahr 1947 nach Italien ausgewiesen wurde.
Jedenfalls kontrollierte er das illegale Glücksspiel. Als z. B. Gus Greenbaum 1928 – mit Hilfe seiner Kumpels Bugsy Siegel, Mickey Cohen und Jack Dragna – im Südwesten der Vereinigten Staaten die Kontrolle über die Trans-America Race Wire Services, eine Nachrichtenagentur für Ergebnisse von Pferderennen, erlangte, wollte Marcello dieses Monopol durch die Übernahme der Continental Press komplettieren. Allerdings weigerte sich Eigentümer James M. Ragen und wurde am 15. August 1946 ermordet.
Ein riskantes Vorgehen: Ragen gehörte zu den Ragen’s Colts – einer irisch-italienischen Verbrecherbande aus Chicago. Ein Belastungszeuge wurde ermordet und ein anderer verschwand spurlos. In den Mord sollen neben Dave Yaras auch Leonard Patrick, Willie Block, Gus Alex, Shlomo Daffodyl und Strongy Ferraro verwickelt gewesen sein.
Marcello hatte auch Kontakte mit Meyer Lansky und schöpfte auftragsgemäß die Kasinos in New Orleans ab. Später – als die Mobster in Las Vegas aktiv wurden – tat er das auch dort. Später war seine Durchsetzungskraft auch in Florida bei einigen Immobiliengeschäften gefragt.
Normalerweise übten damals die Fünf Familien und das Chicago Outfit einen dominierenden Einfluss auf die kleineren Familien im Rest der Vereinigten Staaten aus. Marcello gehörte zu der Sorte lokaler Bosse, die sich davon frei machen konnten. Sein Einfluss war so groß, dass fremde Mafiamitglieder nur mit seiner Erlaubnis nach New Orleans kommen durften.
Am Apalachin-Meeting – eine Zusammenkunft aller wichtigen Bosse – am 14. November 1957 nahm er nicht teil, weshalb seine führende Rolle in der Mafia zunächst nicht offenkundig wurde.
Seine Nicht-Teilnahme an Versammlungen der Mafia war nichts Außergewöhnliches. Marcello unterhielt z. B. enge Kontakte mit Joseph N. Gallo und ließ sich durch diesen bei Konferenzen in New York gelegentlich vertreten.

### Kampf mit den Kennedys
Marcellos Rolle als führender Mafioso blieb nicht unbemerkt. Am 24. März 1959 musste er vor einem Ausschuss des Senats unter Robert F. Kennedy aussagen, machte dabei aber vom 5. Zusatzartikel zur Verfassung der Vereinigten Staaten Gebrauch und verweigerte die Aussage.
Das nützte ihm zunächst nichts, denn die Behörden hatten herausgefunden, dass er möglicherweise nie Bürger der Vereinigten Staaten geworden war und schoben ihn zunächst nach Guatemala ab.
Er kehrte binnen weniger Wochen zurück und wehrte sich erfolgreich gegen weitere Versuche, ihn erneut zu deportieren.
Marcello ließ sich juristisch durch G. Wray Gill vertreten, der David Ferrie als Privatermittler beschäftigte. Marcello finanzierte damals Exilkubaner, die aus Kuba geflohen waren. Als Söldner hatte Ferrie im Rahmen der von der CIA mitgetragenen Operation Mongoose Exilkubaner für geheime Sabotageeinsätze nach Kuba geflogen, die von Marcello finanziert worden waren.
Der Journalist John H. Davis nimmt an, dass Ferrie in Guatemala einen Auftrag ausgeführt hat, der Marcello mit guatemaltekischen Dokumenten versorgte.
Nachweislich verbrachte Marcello während des Prozesses die Wochenenden vom 9./10. und 17./18. November 1963 mit Ferrie, und dieser hatte die meisten Prozesstermine Marcellos besucht.
Über Jimmy Hoffa – Boss der Teamsters-Gewerkschaft – spendete Marcello 500.000 US-Dollar an die Republikanische Partei, um Richard Nixon dabei zu helfen, die Kennedys (Mitglieder der Demokratischen Partei) abzulösen.
Am 22. November 1963 wurde John F. Kennedy in Dallas Opfer eines Attentats. Staatsanwalt Jim Garrison – der wie Marcello aus New Orleans stammte – strebte im März 1967 eine gerichtliche Untersuchung an, um nachzuweisen, dass das Kennedy-Attentat Ergebnis einer Verschwörung der CIA gewesen sei. Daraus habe sich – insbesondere über Ferrie – durchaus eine Verbindung zu Marcello ergeben, aber eine Verwicklung der Mafia in den Kennedy-Mord bezeichnete Garrison als einen „Mythos“.
Andere verfolgen aber diese – als Verschwörungstheorie gewertete – These, nach der das Attentat eine Reaktion auf den erheblichen Verfolgungsdruck war, den insbesondere Robert Kennedy als Justizminister auf führende Köpfe der Mafia ausübte. Neben Marcello werden dabei insbesondere Sam Giancana (Oberhaupt des Chicago Outfits) und Santo Trafficante, Jr. (Oberhaupt der Trafficante-Familie) genannt.
Nach einer Aussage seines Anwalts Frank Ragano soll Trafficante am 13. März 1987 in Tampa auf Italienisch zu ihm gesagt haben:

„Carlos [Carlos Marcello] hat es vermasselt. Wir hätten nicht Giovanni [John F. Kennedy] umbringen  sollen. Wir hätten Bobby [Robert Kennedy] umbringen sollen.“

Da sich Trafficante an diesem Tag aber gar nicht in Tampa aufhielt, sondern in Miami, wird diese Aussage für unglaubwürdig gehalten. Nach einer anderen Quelle soll Marcellos selber gestanden haben, den Mord in Auftrag gegeben zu haben. Damit gehören Ragano und Marcello zu den mehr als zwanzig Personen, die Geständnisse und Aussagen über die wahren Täter des Kennedy-Attentats abgegeben haben. Die meisten davon schließen sich gegenseitig aus.

### Geldwäsche und Korruption
Auch danach gelang es den Ermittlungsbehörden nicht, Mafia-Bossen und anderen Mobstern vom Kaliber Marcellos das Handwerk zu legen. Eine Rolle spielte dabei auch die von den Mafiosi praktizierte Geldwäsche, wie sie insbesondere über die Key Biscayne Bank organisiert wurde, die 1964 von Charles Rebozo gegründet worden war. Dieser wiederum hatte – über Richard Fincher – ebenfalls Kontakt zu Meyer Lansky. Als das Telefon von Fincher abgehört wurde, stellte sich heraus, dass er regelmäßige Kontakte mit Carlos Marcello und Santo Trafficante hatte. Vincent Teresa – ein anderer hochrangiger Mafioso aus Boston – gab später zu, Rebozos Bank zur Geldwäsche genutzt zu haben.
Selbst Attentats-Ermittler Garrison wurde (z. B. durch den Autor Gerald Posner) bezichtigt, gegenüber der Mafia nicht durchgegriffen und selber Kontakte zu Carlos Marcello unterhalten zu haben. Marcello habe Garrison unter anderem nach Las Vegas eingeladen und beim Erwerb eines Grundstücks geholfen. Als 1965 eine Grand Jury zur Untersuchung der Mafia-Aktivitäten in der Stadt einberufen wurde, habe Garrison erklärt, Marcello sei ein „ehrenwerter Geschäftsmann“ und es gäbe „kein organisiertes Verbrechen in dieser Stadt“.
Garrison nannte die Vorwürfe, er stünde mit dem organisierten Verbrechen auf gutem Fuß, „amüsant“ und verwies auf seine Säuberung des Rotlichtviertels; dass Marcello ein „Boss“ sei, habe er erst im Rahmen der Anti-Mafia-Aktionen unter Justizminister Robert F. Kennedy erfahren. Überdies sei ihm Marcello persönlich gar nicht bekannt.
Erst 1981 gelang es, Marcello etwas nachzuweisen, als diverse Personen insbesondere wegen Bestechung angeklagt wurden. Marcello wurde zu einer langjährigen Haftstrafe verurteilt, die er in der Federal Correctional Institution, Texarkana absaß, und sein jüngerer Bruder Joseph Marcello, Jr. wurde während seiner Inhaftierung zum amtierenden Boss ernannt.

### Das Ende
Im Frühjahr 1989 erlitt Marcello eine Reihe von Herzanfällen, wurde vorzeitig entlassen und ging in den Ruhestand. Auch Marcello, Jr. trat daraufhin als Underboss zurück und Sylvestros Sohn Anthony Carolla wurde Marcellos Nachfolger.
Carlos verbrachte die letzten Jahre seines Lebens in seinem Haus in Metairie und starb am 2. März 1993 eines natürlichen Todes.